# Гуманизированная мышь
Гуманизи́рованная мышь — лабораторная мышь, имеющая функционирующие человеческие гены, клетки, ткани, органы. Гуманизированные мыши обычно используются в качестве небольших модельных животных в биологических и медицинских исследованиях для терапии человека. Иммунодефицитных мышей часто используют в качестве реципиентов для клеток или тканей человека, поскольку они могут относительно легко принимать гетерологичные клетки из-за отсутствия иммунитета хозяина. Традиционно для этих целей использовались голые мыши и мыши с тяжёлым комбинированным иммунодефицитом (SCID), но в последнее время NCG-мыши, NOG-мыши и NSG-мыши показали лучшие результаты при подсадке клеток и тканей человека, чем другие модели. Иммунодефицитные мыши, в организм которых пересажены функциональные клетки и ткани человека, а также трансгенные животные, в геноме которых интегрированы соответствующие человеческие гены — то есть «гуманизированные мыши» — все чаще выступают в качестве тест-систем в различных биомедицинских исследованиях.
Описаны два мышиных штамма, названные MITRG и MISTRG, в которых человеческие версии четырёх генов, кодирующих цитокины, важные для развития врождённых иммунных клеток, размещены в соответствующих локусах мыши. Эти модели гуманизированных мышей могут использоваться для моделирования иммунной системы человека в здоровом и больном состоянии и предоставляют возможность оценки методов лечения в условиях in vivo, сходных с условиями человеческого организма.

## Приложения
Существует множество перспективных биомедицинских исследований для терапии человека, включая:
- рак
- инфекционные заболевания
- ВИЧ / СПИД
- вирус гепатита и заболевания печени — мыши AFC8 / Rag2 / gamma c DKO
- регенеративная медицина
- гематология